# Mijaíl Klokov
Mijaíl Vasílievich Klokov fue el seudónimo de Myjailo Dolengo (Járkov, 31 de julio de 1896 - 5 de octubre de 1981), un botánico, poeta, y crítico literario ucraniano-soviético.

## Como literato
En 1915 comienza a escribir; siendo además miembro del Comité editor de la revista "Hart" y de "Krasnoe slovo" en la ciudad de Járkov. Publica varias colecciones de poesía:
- Ob'iektyvna liryka (Letras objetivas), 1922
- Vybrani poeziï (Poemas selectos), 1927
- Uzmin'  (La profundidad), 1928
- Zroslo na kameni (Creció sobre las rocas), 1929
- Pid hariachym nebom (Bajo el caluroso cielo), 1937
- Tsiliushche zillia (Hierbas curativas), 1945
- Rozdumy (Reflexiones), 1961

Además publicó estudios literarios:
- Krytychni etiudy (Estudios críticos) 1924
- Tvorchist' Volodymyra Sosiury (La obra de Volodymyr Sosiura) 1931

## Como botánico
Fue conocido por ser el coautor de Vyznachnyk roslyn URSR (Guía de campo de Plantas de la RSS de Ucrania) 1950 y coeditor de Flora URSR (12 vols. 1936-1965).

## Honores
- Premio Estatal de la Unión Soviética

### Eponimia
Especies (15 registros + 1 )
- (Asteraceae) Centaurea klokovii Oppermann ex Klokov[3]

- (Euphorbiaceae) Euphorbia klokoviana Railyan[4]

- (Poaceae) Leymus klokovii (Tzvelev) Baikov & Lipin[5]